# I dopet jag bekänna vill
I dopet jag bekänna vill är en doppsalm med text och musik skriven 1987 av Hasse Andersson.

## Publicerad i
- Segertoner 1988 som nr 400 under rubriken "Den kristna gemenskapen - Dopet".[1]